# Rozmanova ulica, Piran
Rozmanova ulica je ena izmed ulic v Piranu.
Kot na edini ulici v Piranu se tu nahajata dve od 7 ohranjenih Mestnih vrat Piranskega obzidja in sicer Prva in Druga Rašporska vrata.
Povezuje se na Tartinijev trg.